# ウィリアム・カムクワンバ
ウィリアム・カムクワンバ（William Kamkwamba、1987年8月5日 - ）は、発明家として知られるマラウイ人の大学生である。カムクワンバはわずか14歳のときにユーカリの木（Eucalyptus globulus ）と自転車の部品、および身近で入手できた廃品を利用して風車を製作し、風力発電によってマシタラ村（Masitala）にある自宅で多少の電気製品を使えるようにしたことで、世界的に有名となった。その後カムクワンバは、マシタラ村で初の飲料水供給設備となる水をくみ上げるための太陽発電型のポンプを設置し、12メートル以上の高さを持つ風車を2基作ったほか、今後さらに2基の風車をマラウイの首都であるリロングウェを含む2箇所に建設する予定であるという。

## 経歴

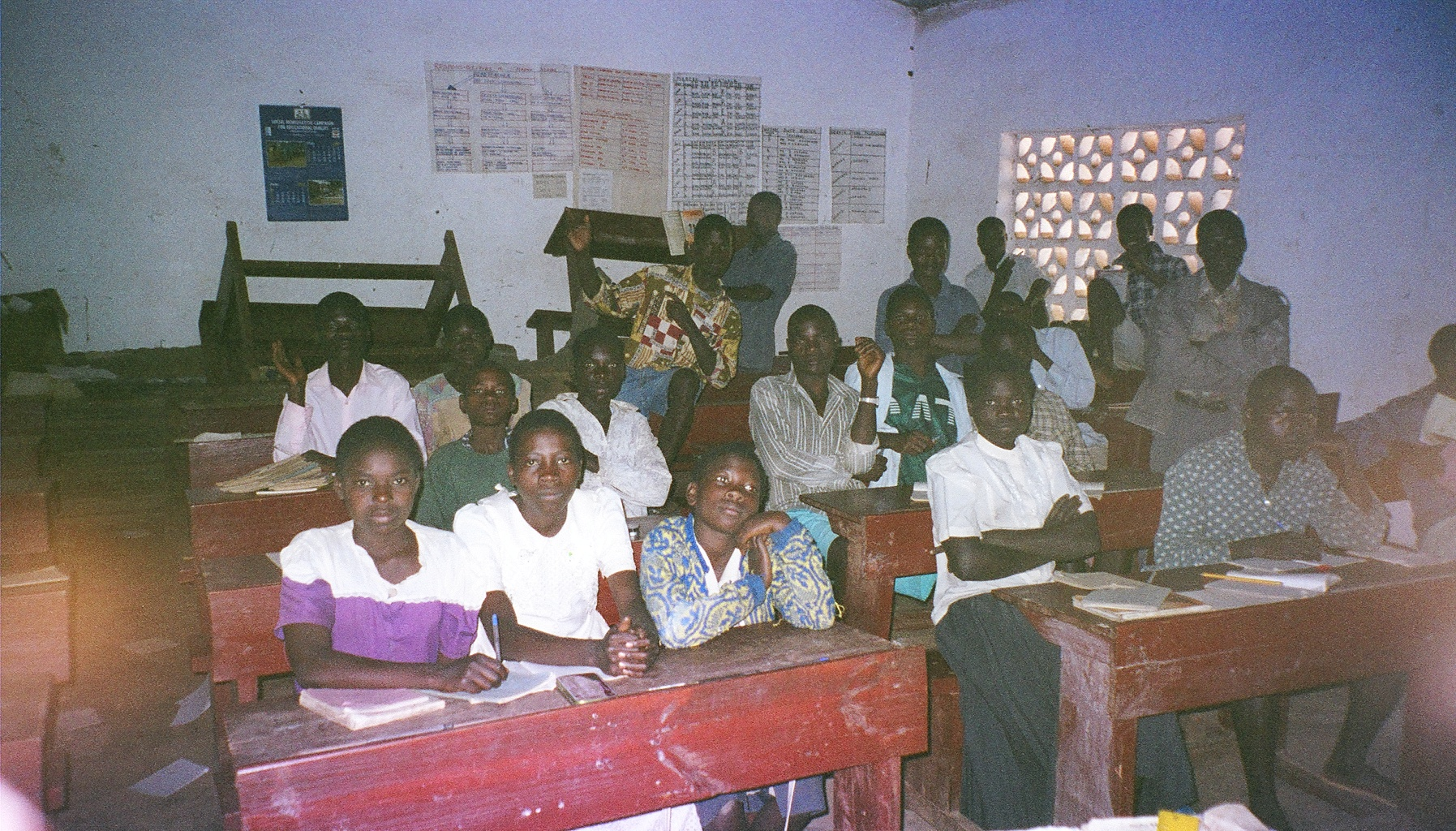
マラウイのプライマリースクールにおける授業風景。プライマリースクールの卒業率は全学童のうちの19.6%で、セカンダリースクールまで卒業できるのはわずか6%程度に過ぎない。

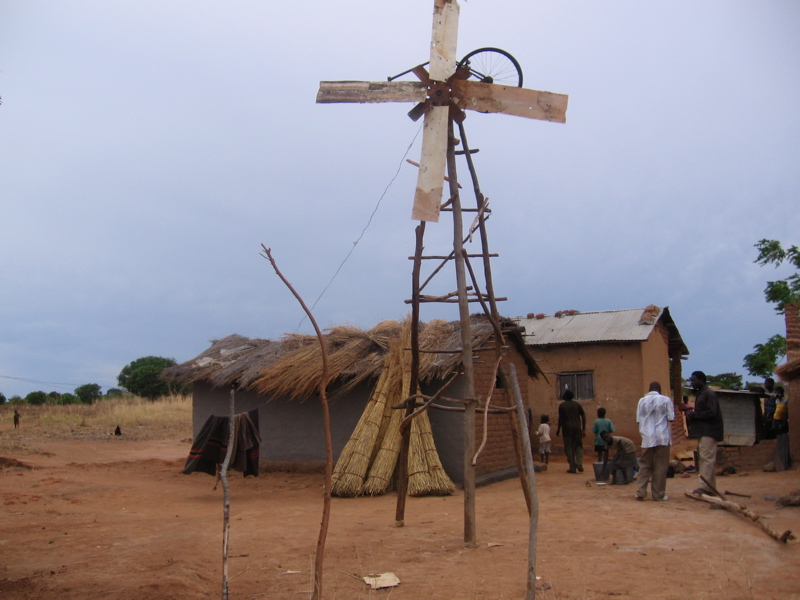

カムクワンバは1987年にマラウイ中部州のドーワ県マシタラ村に生まれた。プライマリースクールを卒業後にセカンダリースクールに進学するも、2002年にマラウイ全土で数千人規模の餓死者を出した大旱魃が発生し、農業を営む両親は年間80ドルの学費が支払えなくなったため、カムクワンバは学校を退学せざるをえなくなった。学校を中退後、カムクワンバは村の図書館に通い独学に励むようになったが、ある時図書館でエネルギー利用（Using Energy ）という本を見つけ、風力発電に関する説明文と写真を発見し、そこで風車による発電と水のくみ上げに強い興味を持った。なお、マラウイでは電気の普及率が極めて低く、電気の供給を受けているのは2002年当時でマラウイ人全体のうちのわずか2%に過ぎず、2009年時点でも7%程度でしかないという。
「このような状況を変えたい」と思い、また「誰かが実際にこれを作ったならば、自分にも出来るはず」と考えたカムクワンバは、独力で風力発電用の風車建築を試みた。家業のトウモロコシ畑を手伝いながら、暇を見ては村のゴミ捨て場を漁る彼を、村内の200人ほどの住民は不審な目で見つめ、あまつさえ母親や姉を含めた家族までもが「カムクワンバは頭がおかしくなった」と噂した。また、呪術を掛けられたという噂や、マリファナを使用しているとの話も流れていたという。それでもカムクワンバは、このような状況に耐え、建設中に幾度か感電したりしつつも、地道に作業を続けていった。そして建設開始から3ヵ月後、森から切り出してきたユーカリの木のほか、ゴミ捨て場を漁って入手した自転車の予備部品、自動車のバッテリー、プラスチックのパイプ、トラクターのプロペラ、タービンなどで構築された高さ約5メートルの風車が完成した。風車へ自動車用の電球を接続し、風力発電によるタービンからの電力供給で電球の明かりが点滅すると、集まっていた村人は驚愕し、そしてこの"事件"に熱狂した。
その後、2006年には高さ12メートルの二基目の風車を建設し、2007年には太陽光発電パネルの寄付を受けて井戸上に貯水タンクと共に設置し、村で初めての給水設備を作成した（原型は三基目の風車）。さらに2008年には送水用ポンプを稼動させるための四基目となる風車を建設、2009年には一番初めに作成した風車と同じ型のものを地域の学校の校庭に設置し、2009年時点で計5基の風車を建設した。近年では、同じ村の住人がラジオで音楽を聞きに来たり、携帯電話の充電を依頼するためにカムクワンバの家を訪れるほか、他の町の住民が家を見学に訪れることもあるという。また、2007年には後述するTEDカンファレンスへ招待され、講演を行った。
2009年、カムクワンバは南アフリカ共和国のエリート養成大学、アフリカリーダーシップアカデミー（the African Leadership Academy）に、支援者からの奨学金を受けて通った。2010年9月からはアメリカのダートマス大学で学んでいる。その後2014年6月に卒業した。

## 書籍
このカムクワンバの物語は、ジャーナリストのブライアン・ミーラー（Bryan Mealer）によってまとめられ、書籍『風を操った少年』（The Boy Who Harnessed the Wind ISBN 978-0007316199）として2010年に出版された（日本語訳版のタイトルは『風をつかまえた少年』ISBN 978-4163730806）。同書は2019年にキウェテル・イジョフォーの監督・脚本・出演により同じタイトルで映画化されている。カムクワンバはまた、2009年8月にガーナで行われた様々な発明家が集う祭典のメーカー・フェア・アフリカ（Maker Faire Africa）に参加し、創意工夫により発電用の風車を建設したことに関して祝福をうけた。

## 国際的な名声

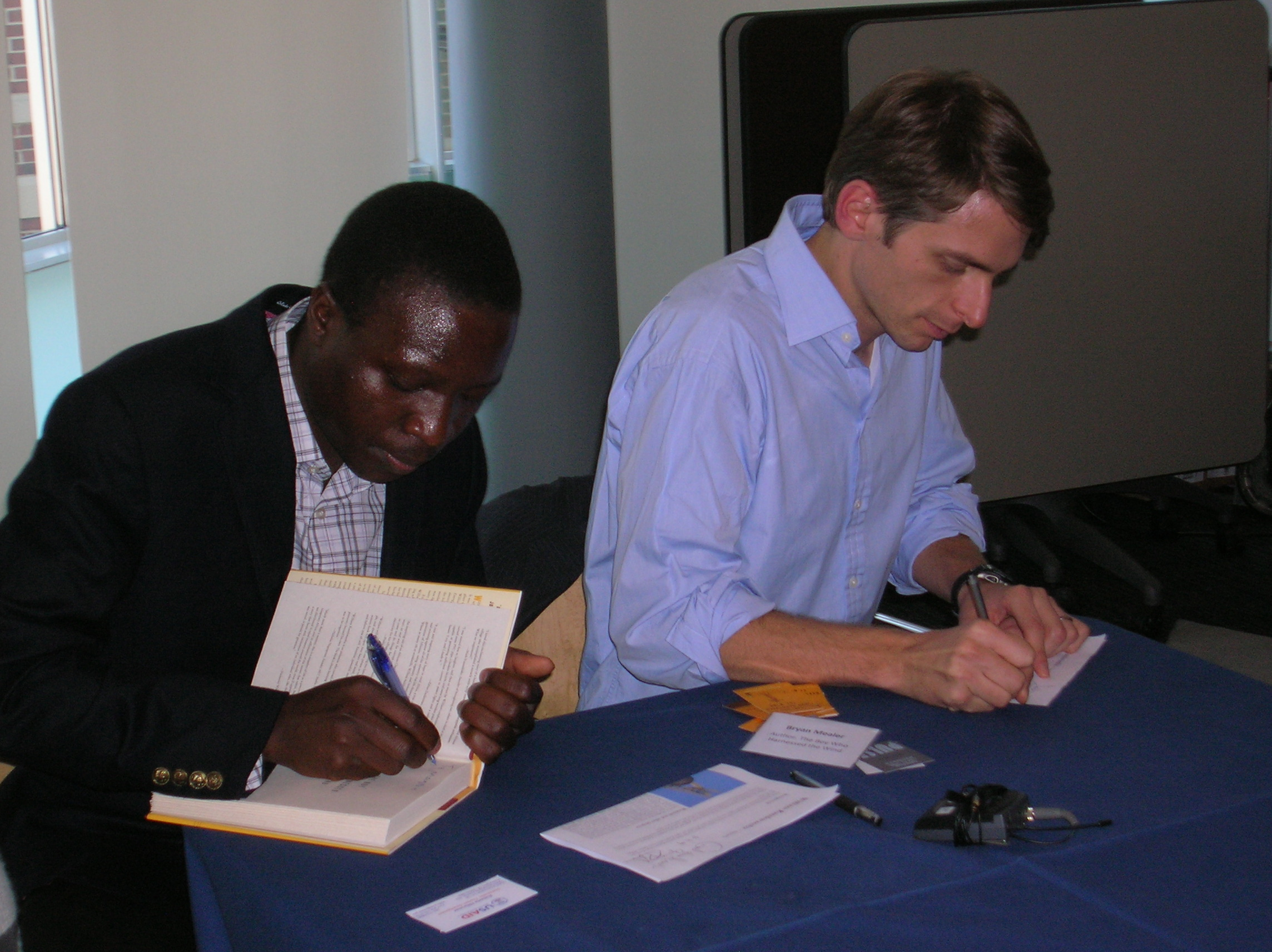
The Boy Who Harnessed the Wind にサインを行うカムクワンバと著者のミーラー

マラウイ南部州にある国内最大の都市であるブランタイヤの新聞Daily Times が、2006年にカムクワンバの建設した風車に関する記事を掲載したところ、ブロゴスフィアを通じてこの話は世界中に広まることとなった。その結果、この話を知ったTEDカンファレンスの責任者であったエメカ・オカフォー（Emeka Okafor）により、カムクワンバはタンザニアのアルーシャで行われたTEDGlobal 2007にゲストとして招待され、講演を行った。片言の英語で行われたこのカムクワンバのスピーチは聴衆に感動を与え、カンファレンスに参加していた複数の企業が、カムクワンバがセカンダリースクールへ通学するための学費の支援を約束した。さらに、ウォールストリート・ジャーナルの記者、サラ・チルドレス（Sarah Childress）によって、彼の物語の記事は世界中へ配信された。その後、カムクワンバはマラウイの首都リロングウェにあるアフリカン・バイブル・カレッジのクリスチャンアカデミーに進学したが、2008年には南アフリカ共和国のヨハネスブルグにあるアフリカリーダーシップアカデミーの奨学生となった。
その他、カムクワンバは2009年10月7日にアメリカのテレビ番組、ザ・デイリー・ショーのインタビューを受け、ソーシャルニュースサイトのredditで取り上げられた。
また、カムクワンバの業績は環境保護運動でノーベル平和賞を受けたアル・ゴア元アメリカ副大統領や各環境保護団体から絶賛を受けている。
2013年にはタイムの「世界を変える30人」に選ばれた。
2014年には「風をつかまえた少年」がオーバーン大学の2014年-2015年度「Common Book」に選ばれた。